# Сателіт сайнс фікшн
Сателіт сайнс фікшн (англ. Satellite Science Fiction) — американський журнал наукової фантастики, який видавався з жовтня 1956 по квітень 1959 року Лео Марґулісом у Renown Publications. Спочатку Сателіт мав розмір дайджесту, і в кожному номері публікував повнометражний роман із кількома оповіданнями. Ця політика була спрямована на те, щоб допомогти йому конкурувати з книгами в м'якій палітурці, які займали дедалі більшу частку ринку. Сем Мервін редагував перші два номери; Маргуліс зайняв цю посаду, коли Мервін пішов, а потім для лютого 1959 року найняв Френка Белнапа Лонга. У цьому випуску формат змінився на розмір Letter, сподіваючись, що журнал буде помітнішим у газетних кіосках. Експеримент виявився невдалим, і коли надійшли дані про продажі Марґуліс закрив журнал.
Романи включали оригінальну версію першого роману Філіпа Діка «Космічні ляльки» та добре сприйняті твори Алгіса Будріса та Джека Венса, хоча якість не завжди була високою. Айзек Азімов, Артур Кларк і Лайон Спраг де Камп були серед авторів новел. Серію статей про ранню історію наукової фантастики для Сателіта написав Сем Московіц; пізніше вони були переглянуті як частина його книги «Дослідники нескінченного». У 1958 році Марґуліс відшукав першу журнальну публікацію Герберта Веллса «Машина часу» з 1894 по 1895 рік і передрукував короткий уривок із неї, який пропускався в кожному наступному виданні.

## Історія видання
У 1952 році Лео Марґуліс і Х. Лоуренс Герберт заснували King-Size Publications, яка видавала Сент Детекрив Мегезін (Saint Detective Magazine) і Фантастік Юніверсе (Fantastic Universe). До 1956 року компанія була в боргах, і Марґуліс продав свою частку компанії Герберту. На гроші від продажу він заснував Renown Publications, запустивши журнал Мішель Шайн Містері Мегазін (Michael Shayne Mystery Magazine) у вересні 1956 року та перший випуск Сателіт сайнс фікшн у жовтні. Дистриб'ютором Сателіта, PDC, керували старі друзі Марґуліса. Журнал спочатку виходив як двомісячник, хоча Марґуліс сподівався з часом зробити його щомісячним. Першим редактором був Сем Мервін, з яким Марґуліс працював з 1930-х років. Марґуліс також сподівався запустити книгодрук Renown Books з метою видавати чотири книги на місяць. Одна назва кожного місяця буде науковою фантастикою; вміст буде представлений у Сателіті до того, як він з'явиться у формі книги.
Після двох номерів Мервін пішов, а посаду редактора випуску за лютий 1957 року зайняв Марґуліс. Намагаючись зробити Сателіт більш помітним у газетних кіосках, Марґуліс змінив формат із дайджесту на розмір Letter у випуску за лютий 1959 року, одночасно передавши редакцію Френку Белнапу Лону та перейшовши на щомісячний графік. Це виявилося помилкою. Виробничі витрати на новий формат були вищими, а показники продажів першого випуску в новому форматі були слабкими; Коли Марґуліс побачив цифри, він негайно закрив журнал. Випуск за червень 1959 року був зібраний, але так і не був надрукований, хоча кілька коректурних відбитків потрапили до рук колекціонерів. Кінець журналу також означав кінець планів Марґуліс щодо Renown Books.

## Зміст

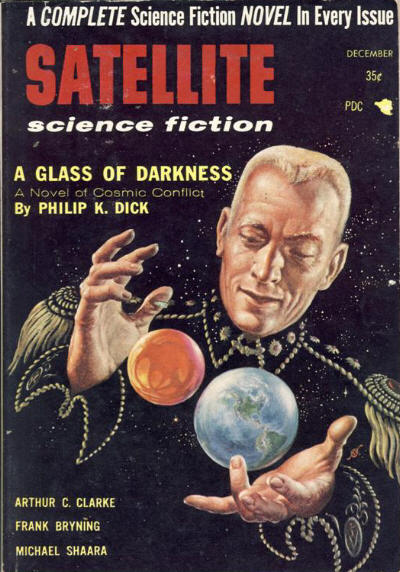
Випуск за грудень 1956 року; обкладинка написано Келлі Фріс.

У середині 1950-х років частка наукової фантастики у м'якій палітурці зростала; вони були успішні частково тому, що пропонували романи, яким більшість читачів віддавала перевагу оповіданням. Марґуліс вирішив боротися із загрозою книжок у м'якій палітурці, включивши роман у кожен номер журналу. Це була стратегія, яку використовували Pulp-журнали наукової фантастики, як-от Стартінґ сторіз (Startling Stories), у яких Марґуліс був редакційним директором. У дайджест-журналах це не було поширеним явищем, де оповідання довжиною в 15 000 слів на сторінці змісту могло бути зазначено як роман, але Маргуліс придбав для Сателіту твори справжньої довжини роману із середньою довжиною близько 40 000 слів. У рекламі журналу Марґуліс використав гасло «Журнал, який є книгою!», а слоган «Повний науково-фантастичний роман у кожному номері!» з'явився на багатьох обкладинках.
У перших двох випусках було представлено роман Альгіса Будріса «Людина із Землі» та дебютний роман Філіпа К. Діка під назвою «Склянка темряви». Обидва були переглянуті та вийшли у м'якій палітурці протягом наступних кількох років під назвами «Людина Землі» та «Космічні ляльки» відповідно. Високий стандарт цих двох випусків не вдалося зберегти, і, на думку істориків наукової науки Малкольма Едвардса та Майка Ешлі, якість журналу після цього впала. «Планета для пограбування» Гола Клемента, яка вийшла в третьому номері, була розказана з точки зору інопланетянина, який відправляється на Землю. Твір був надто коротким, щоб відповідати політиці Марґуліса щодо публікації основного роману, тому Мервін написав додаткові розділи з людської точки зору та чергував дві точки зору в опублікованій версії. Ешлі високо відгукується про оригінальну новелу Клемента, яка зрештою була опублікована без доповнень у 1972 році, і коментує, що доповнення Мервіна служать «наочним уроком того, як зіпсувати хорошу історію». Едвардс і Ешлі виділяють два інших романи як варті згадки: «Один мільйон міст» Дж. Т. Макінтоша (у випуску за серпень 1958 року) та «Мови Пао» Джека Венса (грудень 1957 року), описаний науково-фантастичні критики Пітер Ніколлз і Девід Ленгфорд вважають «одним із найрозумніших застосувань у жанрі фантастики» гіпотези Ворфа — теорії про те, що мова, якою людина розмовляє, визначає її сприйняття реальності. Роман Френка Белнапа Лонга «Місія до далекої зірки» (лютий 1958) свого часу розглядався як перший роман із запланованої лінії Renown Books.
Усі романи в перших п'яти випусках були оригінальними, але в серпні 1957 року було перевидано головний роман: «Рік комети» Джона Крістофера, який був опублікований у Великій Британії в 1955 році, але ще не з'явився в США. Далі з'явилося більше перевидань, зокрема «Вогняна стіна» Чарльза Еріка Мейна, «Воскресла людина» Е. К. Табба та «Людина з абсолютним рухом» Ноеля Луміса. Кожен був опублікований протягом кількох попередніх років у Великій Британії, але не в США.

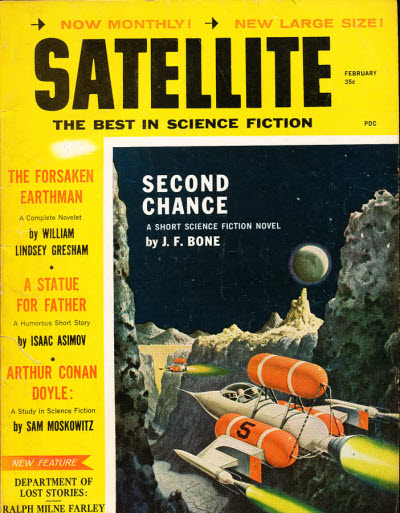
Перший літерний випуск, датований лютим 1959 року; обкладинка — Алекс Шомбург.

Оскільки кількість слів для всього журналу становила лише близько 53 000 слів, було мало місця для інших історій або нехудожніх матеріалів, і, як наслідок, супровідні історії зазвичай були дуже короткими викладами ідеї чи жарту; у фільмі Майкла Шаари «Двері за чотири мільярди доларів» перша місія екіпажу на Місяць успішно приземлилася, але виявила, що двері замерзли і їх неможливо відкрити. Артур Кларк і Дал Стівенс були частими авторами короткої художньої літератури, а також були виступи інших відомих письменників, таких як Айзек Азімов і Лайон Спрег де Кемп. Маргуліс знав, що пару сторінок роману Герберта Веллса «Машина часу» 1895 року було випущено з кожного видання роману з моменту його первинної серіалізації в 1894—1895 роках у The New Review, тому він заплатив за пошук у бібліотеці та отримав винагороду від виявлення журналу з відсутніми сторінками в Нью-Йоркській публічній бібліотеці, через дорогу від його офісу. Пропущений матеріал, який стосувався далекого майбутнього, де люди виродилися до маленьких кроликоподібних істот, був передрукований у номері за серпень 1958 року.
У лютому 1957 року Сем Московіц розпочав колонку з рецензіями на книги, яка швидко перетворилася на серію статей про ранню наукову фантастику, починаючи зі «Справжньої історії супутника Землі» у номері за червень 1957 року, про ідею супутників на початку наукової науки. Московіц також запропонував оповідання, які можна було б передрукувати для доповнення статей, наприклад оповідання Фітца-Джеймса О'Браєна 1864 року «Як я подолав свою гравітацію», яке супроводжувало есе про О'Брайена в номері за червень 1958 року. Більшість із цих статей пізніше було переглянуто для його книги «Дослідники нескінченності», хоча ілюстрації, які відтворювали ранні твори мистецтва чи обкладинки книг, були пропущені у версії книги. Марґуліс написав редакційну статтю для кожного випуску, крім останнього. У випуску за квітень 1959 року його есе стверджував, що колонка з листами була способом «[зміцнити] зв'язок між письменниками та читачами»; відповідно він запровадив колонку для листів у номері за травень 1959 року, який виявився останнім. Ілюстрації Сателіта, на думку Майка Ешлі, були нічим не примітними, він виділяє півдюжини обкладинок Алекса Шомбурга за похвалу, але описує інтер'єрне мистецтво, переважно Лео Морі, як «посереднє».
Коли на початку 1959 року формат змінився, Марґуліс відмовився від політики повнометражного роману в кожному номері. Він додав «Відділ втрачених оповідань», де передруковувалися старі оповідання, вибрані за запитами читачів; першим було перевидано оповідання Ральфа Мілна Фарлі 1932 року «Мінімальна цифра викрадача» на прохання Теодора Стерджена. Випуск за червень 1959 року, який так і не був розповсюджений, містив би книгу Філіпа Хосе Фармера «Дивне народження», яка зрештою з'явилася у номері Фентезі & Сайнс фікшн за травень 1960 року під назвою «Відкрито для мене, моєї сестри». Зберігся макет обкладинки для липня 1959 року, який демонструє частину запланованого вмісту; два неопубліковані номери містили, зокрема, оповідання та статті Артура К. Кларка, Альфреда ван Фогта та Френка Герберта. Більшість оповідань і статей згодом було опубліковано в інших виданнях.

## Бібліографічні відомості
| | січень | лютий | березень | квітень | травень | червень | липень | серпень | вересень | жовтень | листопад | грудень |
| --- | ------ | ----- | -------- | ------- | ------- | ------- | ------ | ------- | -------- | ------- | -------- | ------- |
| 1956 рік |        |       |          |         |         |         |        |         |          | 1/1     |          | 1/2     |
| 1957 рік |        | 1/3   |          | 1/4     |         | 1/5     |        | 1/6     |          | 2/1     |          | 2/2     |
| 1958 рік |        | 2/3   |          | 2/4     |         | 2/5     |        | 2/6     |          | 3/1     |          | 3/2     |
| 1959 рік |        | 3/3   | 3/4      | 3/5     | 3/6     |         |        |         |          |         |          |         |
| Випуски Сателіта показують номери томів/випусків і вказують редакторів: за наказом Сем Мервін, Лео Маргуліс і Френк Белнап Лонг. |        |       |          |         |         |         |        |         |          |         |          |         |

Перші чотирнадцять випусків Сателіта мали розмір дайджесту, а для останніх чотирьох його було перетворено на розмір Letter. Він підтримував регулярний розклад кожні два місяці до переходу на розмір Letter, після чого він став щомісячним. Вийшло три томи по шість номерів у кожному. Кожне випуски дайджесту складали 128 сторінок, а випуски формату Letter складали 64 сторінки. Ціна була всюди 35 центів. Перші два номери редагував Сем Мервін; до кінця дайджесту його змінив Лео Маргуліс. Френк Белнап Лонг обійняв посаду редактора чотирьох Letter-них номерів. Дружина Марґуліса, Сільвія, була відповідальною редакторкою усіх випусків під своїм дошлюбним прізвищем, Сільвія Клейнман. Видавцем усіх випусків було Renown Publications, яке повністю належала Лео Марґулісу.